# After: almas perdidas
After: almas perdidas (título original en inglés: After We Fell) es una película estadounidense de drama romántico dirigida por Castille Landon, a partir de un guion de Sharon Soboil, basada en la novela new adult del mismo nombre escrita por Anna Todd. La película está protagonizada por Josephine Langford y Hero Fiennes-Tiffin, repitiendo sus papeles como Tessa Young y Hardin Scott, respectivamente, y sigue a Tessa mientras se prepara para irse a su trabajo en Seattle, la llegada del padre de Tessa y las revelaciones sobre la familia de Hardin, todos amenazan la relación de pareja. Louise Lombard, Rob Estes, Arielle Kebbel, Chance Perdomo, Frances Turner, Kiana Madeira, Carter Jenkins y Mira Sorvino aparecen en papeles secundarios. Es la tercera entrega de la serie de películas After, después de After: Aquí empieza todo (2019) y After: en mil pedazos (2020).
La fotografía principal se llevó a cabo en Sofía, Bulgaria a finales de 2020 y se realizó al mismo tiempo que After Ever Happy, la cuarta película de la saga. Debido a conflictos de programación y restricciones de viaje durante la Pandemia de COVID-19, se reformularon varios personajes. La película fue estrenada en cines en varios países europeos el 1 de septiembre de 2021 y en los Estados Unidos el 30 de septiembre por Vertical Entertainment y Fathom Events. Al igual que sus predecesoras, recibió críticas negativas, sobre todo al guion y a la actuación.
La secuela y cuarta película de la saga, After: amor infinito fue estrenada en 2022.

## Reparto
- Josephine Langford como Tessa Young
- Hero Fiennes-Tiffin como Hardin Scott
- Carter Jenkins como Robert
- Louise Lombard como Trish Daniels
- Arielle Kebbel como Kimberley
- Stephen Moyer como Christian Vance[2]
- Mira Sorvino como Carol Young
- Chance Perdomo como Landon Gibson
- Frances Turner como Karen Scott
- Rob Estes como Ken Scott
- Kiana Madeira como Nora
- Atanas Srebrev como Richard Young
- Angela Sari como Lilly

## Producción
El rodaje de After: almas perdidas y su secuela After Ever Happy comenzó en Sofía, Bulgaria, en septiembre de 2020. Posteriormente se anunció que los actores de los personajes de Kimberley, Christian Vance, Carol Young, Landon Gibson y Karen Scott fueron reemplazados porque los actores originales no pudieron viajar a Bulgaria debido a la Pandemia de COVID-19 o que ya estaban comprometidos con otros proyectos.
Castille Landon dirigió la película utilizando un guion escrito por Sharon Soboil. La película fue producida por Jennifer Gibgot, Brian Pitt, Aron Levitz de Wattpad, Benjamin Dherbecourt, Mark Canton de CalMaple y Courtney Solomon.

## Estreno
After: almas perdidas fue estrenada en varios países europeos el 1 de septiembre de 2021.
La película se estrenó el 30 de septiembre de 2021 en Estados Unidos. En regiones seleccionadas, se lanzó directamente en Netflix el 21 de octubre de 2021 y llega a Netflix de Estados Unidos el 17 de enero de 2022. En Reino Unido, Italia y Francia, se lanzó directamente en Amazon Prime Video el 22 de octubre de 2021.

## Secuela
En octubre de 2020, se anunció que After: almas perdidas y After: amor infinito recibieron luz verde para entrar en producción consecutiva, con Castille Landon dirigiendo ambas películas, y se espera que After Ever Happy se estrene en 2022.